# 1441
Cette page concerne l'année 1441  du calendrier julien.
L'année 1441 est une année commune qui commence un dimanche.

## Événements
- 22 juin[1], Japon : assassinat du shogun Yoshinori Ashikaga, détesté pour son despotisme, par Akamatsu Mitsusuke, samouraï qui voulait venger son maître que le shogun avait contraint au suicide pour le punir de ses tentatives d’indépendance (Kakitsu no ran, Troubles de l'ère Kakitsu[2]). Yoshikatsu Ashikaga lui succède à l'âge de huit ans (fin en 1449).

- Le roi d'Éthiopie Zara Yacoub fonde le monastère de Debre Mitmaq, en lui donnant le nom du couvent d’Égypte dont il vient d’apprendre la destruction[3]. Il établit peu après sa capitale et son palais plus au sud, au Tégoulet (Choa), dans le pays de Debre Berhan (Abbaye de Lumière)[4].

- Les Portugais atteignent le Cap Blanc. Début de la traite atlantique : Les portugais Nuno Tristão et Antão Gonçalves capturent dix indigènes du Rio de Oro. Il les rendent l'année suivante contre rançon, de la poudre d'or et une trentaine d'esclaves noirs, que Nuno Tristão transporte à Lisbonne[5].

- Kombemtinga (Ouagadougou) devient la capitale du royaume Mossi[6].

- Début des guerres de conquête du souverain aztèque Moctezuma Ier au Mexique[7].
- Révolte maya contre le pouvoir des Cocom à Mayapan, capitale du Yucatán. La ville est abandonnée en 1461[8].

- Début du règne de Tilokaracha (de), roi du Lanna (fin en 1487), Chiang Mai devient un centre culturel bouddhiste important[9].

- Concile de l’Église arménienne réunit à Vagharchapat. Il décide le rétablissement du catholicos à Etchmiadzin ; le catholicos de Sis, en Cilicie, qui ne participe pas au concile, refuse cette décision, de sorte qu’à partir de cette date il y aura deux catholicossats[10].

### Europe
- 23 janvier, Niort : Charles VII stigmatise les méfaits des gentilshommes écorcheurs par un acte royal[11].
- 24 février[12] : le doge de Venise Francesco Foscari conquiert Ravenne sur Bologne.
- 19 mars[13] : retour du métropolite Isidore de Kiev à Moscou, où il tente d'imposer l’union de Florence à Pâque. Le concile des Églises russes, réunit par Vassili II de Russie, condamne l'union et le fait enfermer dans un couvent d'où il s'enfuit en 1443.
- 26 avril : transfert du concile de Florence à Rome[14].
- 12 mai : édit de Philippe le Bon, duc de Bourgogne, pour limiter la prolifération de vins de qualité médiocre en Bourgogne[15].
- 19 mai : siège de Creil par le roi de France. La ville, assaillie le 25 mai se rend le 24 juin[16].
- 4 juin : début du siège de Pontoise par le roi de France[17].
- 7 juin : bulle du pape Eugène IV créant l'université de Bordeaux[18].
- 14 août : concordat de Redon entre le duc Jean V de Bretagne et le pape. Autonomie bretonne vis-à-vis de l'Église gallicane[19].

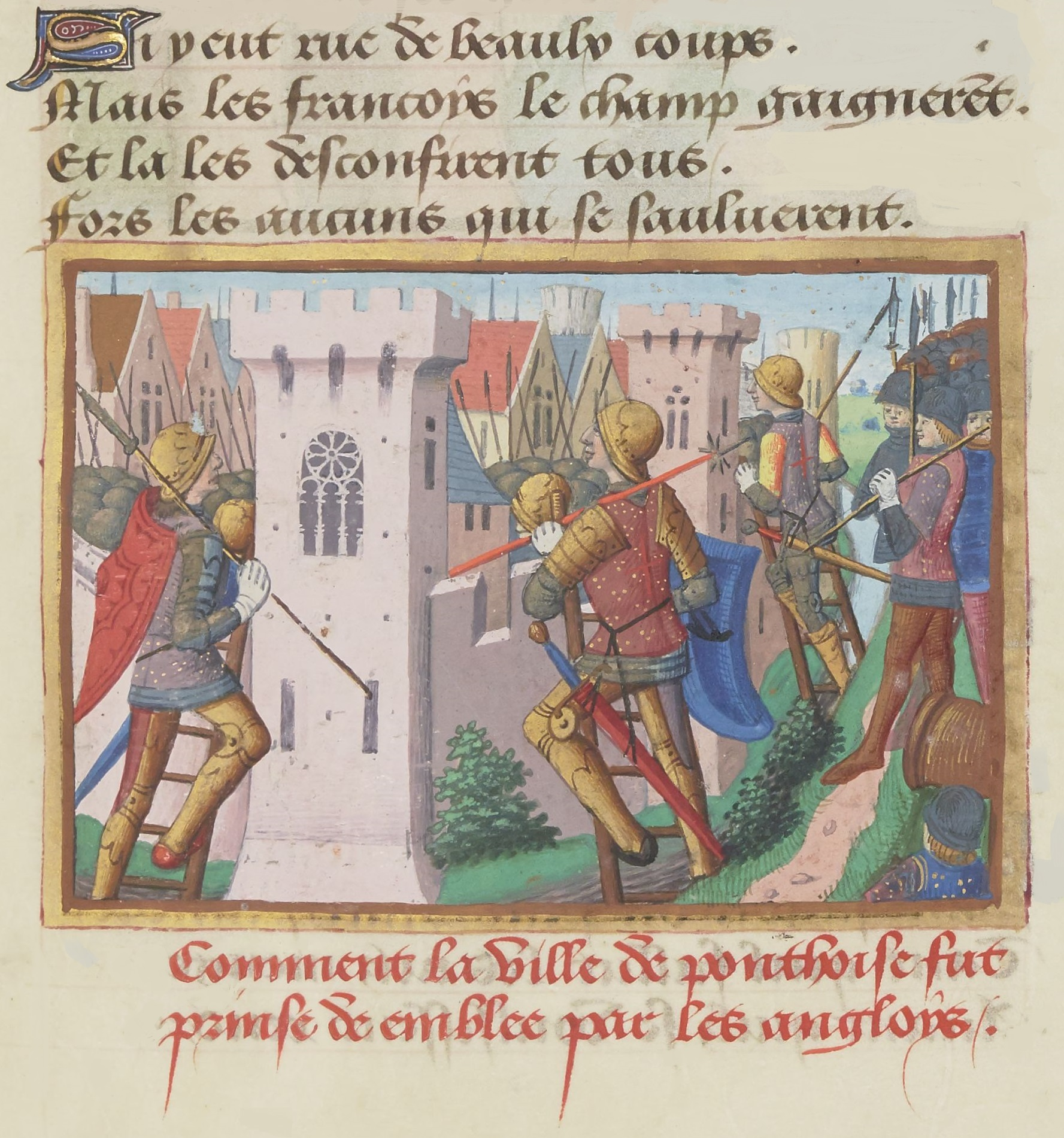
19 septembre : prise de Pontoise par les Français. Miniature issue du manuscrit de Martial d'Auvergne, Les Vigiles de Charles VII, vers 1484, BNF.

- 19 septembre : les troupes de Charles VII prennent Pontoise après Creil ; le roi est le maître de l'Île-de-France[17].
- 24 octobre, Crémone : le duc de Milan Filippo Maria Visconti, n’ayant pas de fils, marie sa fille naturelle Bianca Maria à Francesco Sforza[20].
- 20 novembre : paix de Capriana[21] entre Venise et Milan dictée par Francesco Sforza.
- 4 octobre[22] : traité de Hesdin. Élisabeth de Goerlitz cède ses droits sur le Duché de Luxembourg à son neveu Philippe le Bon.
- 25 octobre : Jean de Poitiers, évêque de Valence rappelle aux juifs l'obligation de porter une marque distinctive sur leurs vêtements[23]. Il y a alors 18 familles juives dans la ville.
- 6 novembre : concordat entre les ducs de Bourgogne et le Saint-Siège[24]. Mainmise des ducs sur les dignités épiscopales et leurs bénéfices hors du royaume de France.

- Jean Hunyadi fils du cneaz Voïcu, devient voïévode de Transylvanie et ispan du comitat de Temes, entre le Danube et le Maros[25]. Il réorganise l’armée de la frontière avec les Ottomans avec des mercenaires hussites tchèques. Il vainc les Turcs à Maros-Szent-Imre (Sibiu, 18-25 mars 1442)[26]. Il partage son pouvoir avec son allié Miklós Újlaki (hu), mais celui-ci réside le plus souvent à la cour et le laisse agir à sa guise sur le terrain. Jean Hunyadi est devenu le plus riche propriétaire de Hongrie. Il possèderait 2 300 000 ha de terres, 28 forteresses, 57 villes et près de 1000 villages. Ses terres et celles de ses alliés auraient représenté la moitié du territoire national et beaucoup plus que les propriétés royales.
- Arrivée à Florence du voyageur vénitien Nicolò de' Conti, qui a résidé 25 ans au Cathay (Chine), en Inde et en Éthiopie[27].